# (2701) Cherson
(2701) Cherson (1978 RT) – planetoida z grupy pasa głównego asteroid okrążająca Słońce w ciągu 5,67 lat w średniej odległości 3,18 j.a. Odkryta 1 września 1978 roku.